# Thomas Stanley, 1. Earl of Derby

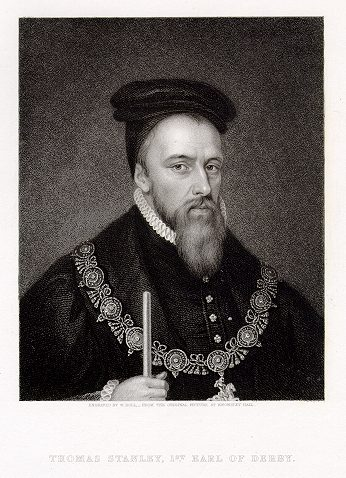
Thomas Stanley, 1. Earl of Derby (Darstellung von 1836, nach einem Porträt aus dem 16. Jahrhundert)

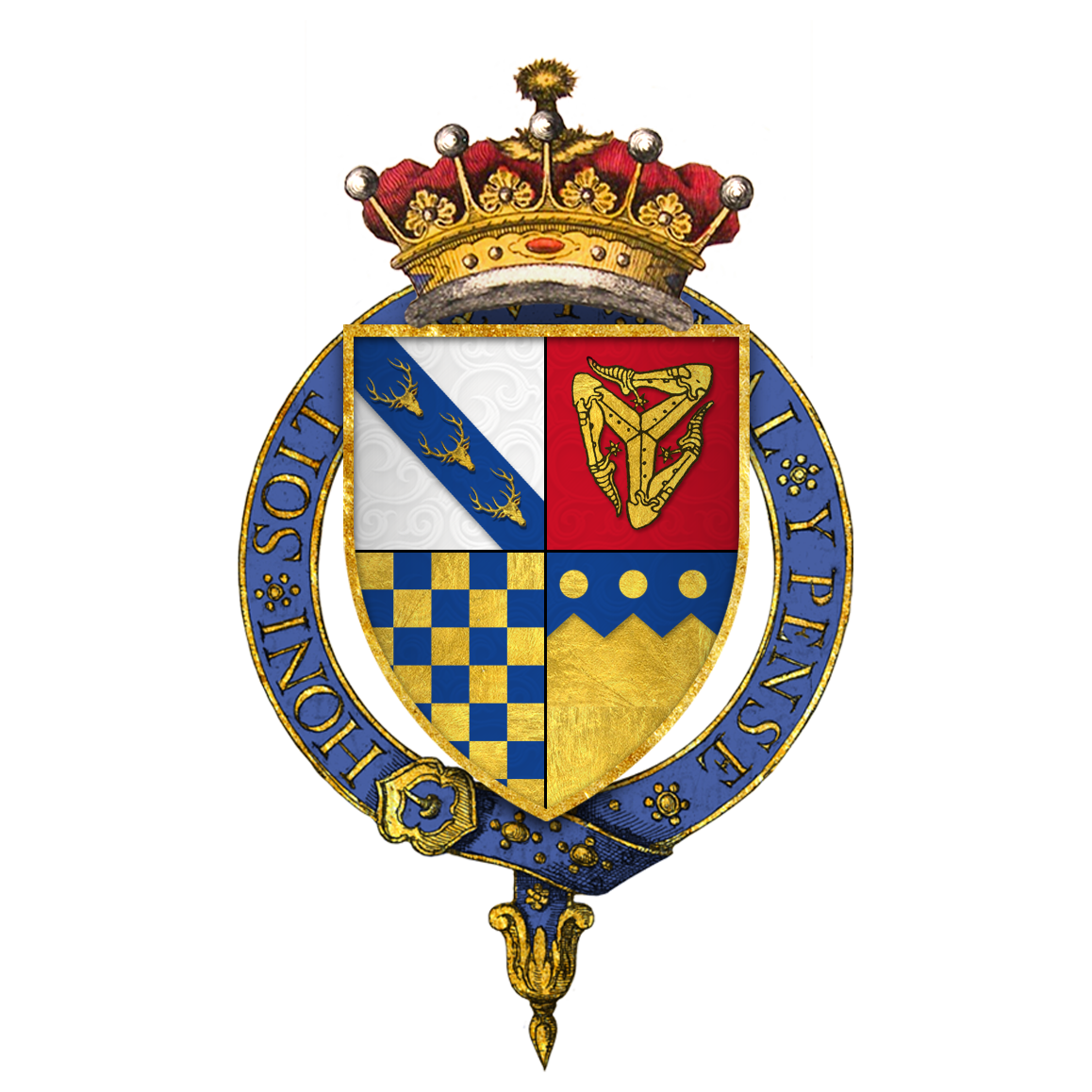
Wappen des Thomas Stanley, 1. Earl of Derby als Ritter des Hosenbandordens

Thomas Stanley, 1. Earl of Derby KG (* um 1435; † 29. Juli 1504) war ein englischer Peer und Staatsmann.

## Leben
Stanley entstammte der alten englischen Adelsfamilie der Stanley. Er war der Sohn von Thomas Stanley, 1. Baron Stanley und Joan Gousell und ein Nachkomme König Edwards I. von England. Als Knappe des englischen Königs Heinrich VI. heiratete er um 1457 Eleonor Neville, Schwester von Richard Neville, 16. Earl of Warwick, den Führer der Yorkisten. Seine politische Stellung blieb unklar. Er beteiligte sich nicht aktiv an den Rosenkriegen, wurde aber mehrmals des Verrats verdächtigt. 1459 beerbte er seinen Vater als 2. Baron Stanley sowie King of Mann. 1460 kämpfte er an Heinrichs Seite in der Schlacht von Northampton, wo ihn der König noch auf dem Schlachtfeld zum Knight Bachelor schlug. Die siegreichen Yorkisten stellten ihn jedoch als Oberrichter von Chester und Flint ein, und er wurde Ratgeber von König Eduard IV. Stanley heiratete 1472 Margaret Beaufort, die Mutter des zukünftigen englischen König Heinrich VII. Nachdem dieser in England gelandet war, blieb Stanley neutral, obwohl Richard III., der ihn 1483 in den Hosenbandorden aufgenommen hatte, seinen ältesten Sohn George als Geisel genommen hatte, während sein jüngerer Bruder William an der Seite der Tudortruppen kämpfte. Es ist überliefert, dass er nach der Schlacht von Bosworth Field (1485) die Krone Richards vom Schlachtfeld geborgen und Heinrich aufs Haupt gesetzt haben soll; er wurde am 27. Oktober 1485 mit dem Titel Earl of Derby belohnt. Stanley wurde von Heinrich VII. für weitere Unterstützung auch mit Landbesitz in Lancashire belohnt und erhielt am 2. August 1490 das Recht vom König diesen Besitz durch den Bau der Festung Greenhalgh Castle bei Garstang zu sichern.
Aus erster Ehe hatte Thomas Stanley drei Söhne:
- Sir George Stanley KG († 1503), ⚭ Joan Lestrange, 9. Baroness Strange of Knockin
- Edward Stanley, 1. Baron Monteagle KG († 1523);
- James Stanley, Bischof von Ely.

Thomas Stanley überlebte seinen ältesten Sohn und Erben George, um einige Monate, so dass ihm dessen ältester Sohn, sein Enkel Thomas als Earl of Derby nachfolgte.
Thomas war der letzte, der die Bezeichnung König der Isle of Man (King of Mann) führte – seine Nachkommen nannten sich nur noch Lord der Isle of Man (Lord of Mann).